# Archeuops papua
Archeuops papua is een keversoort uit de familie bladrolkevers (Attelabidae). De wetenschappelijke naam van de soort werd in 1914 gepubliceerd door Karl Maria Heller.